# 아구아그란드현

아구아그랑데 현의 위치

아구아그란드현(포르투갈어: Distrito de Água Grande)는 상투메 프린시페 상투메 섬에 있는 현이다. 현도는 상투메(상투메 프린시페의 수도이기도 함)이며 면적은 17km2, 인구는 77,700명(2018년 기준)이다.